# Battle: Los Angeles
Battle: Los Angeles (conocida como Invasión a la Tierra en España e Invasión del mundo: Batalla Los Ángeles en Hispanoamérica), es una película bélica y de ciencia ficción de 2011 dirigida por el sudafricano Jonathan Liebesman y protagonizada por Aaron Eckhart, Michelle Rodriguez, Michael Peña y Bridget Moynahan. Está inspirada en el incidente de la Batalla de Los Ángeles en 1942.

## Argumento
En agosto de 2011, el Sargento Michael Nantz (Aaron Eckhart) del Cuerpo de Marines de los Estados Unidos se apresta a retirarse a petición propia tras 20 años de carrera militar, después de la muerte de todos los miembros de un pelotón que comandaba en la ocupación de Irak. Los medios de comunicación informan de la repentina aparición de un grupo de meteoritos que se disponen a impactar contra el planeta frente a la costa de distintas ciudades en todo el mundo el día 12 de agosto y de la evacuación de la población del litoral meridional de California.
Todos los soldados de la base de Camp Pendleton son movilizados para la evacuación, entre ellos Nantz, que ha de sustituir al Sargento Beck como Sargento al mando de un pelotón bajo las órdenes del recién graduado Alférez William Martínez (Ramón Rodríguez), informándoles sobre la marcha de que los supuestos meteoritos han resultado ser objetos mecánicos en formaciones ordenadas y que deben prepararse para combatir. Por televisión observan el impacto contra un barco de guerra y siluetas que se alzan sobre el casco del mismo, abriendo fuego y causando el pánico entre la gente en la playa. El pelotón, con una atmósfera enrarecida por el nerviosismo debido a la inexperiencia, y el rencor y la desconfianza hacia Nantz por su pasado, es transportado en helicóptero al aeropuerto de Santa Mónica. Mientras sobrevuelan la ciudad, miran hacia la playa y se dan cuenta de la superioridad y la devastación causada por los bombardeos del desconocido enemigo. El helicóptero es zarandeado por las explosiones de proyectiles pero finalmente llegan hasta el aeropuerto, convertido en base avanzada de operaciones. En la base, se informa de que Santa Mónica ha sido evacuada, los alienígenas carecen de aviación y el ejército tiene previsto lanzar un bombardeo de saturación en la zona para controlar el espacio aéreo. El pelotón de Martínez y Nantz deberá rescatar a un grupo de supervivientes refugiados en una comisaría al oeste de Los Ángeles, antes de la operación, que tomará lugar en tres horas.
El pelotón se adentra en territorio peligroso mientras una locutora de radio anuncia que «el mundo está en guerra». Fuerzas extraterrestres los atacan en una emboscada al acercarse a la comisaría, causando varias bajas. Martínez queda anonadado por la violencia y su responsabilidad mientras la televisión anuncia que también está siendo atacada Gran Bretaña, y Nantz lo hace volver en sí recordándole que está al mando. El soldado Lenihan, perdido, ametralla a un alienígena similar a un robot, que cae dentro de una piscina pero vuelve a resurgir al llegar el resto del pelotón, hasta ser abatido entre varios de los doce que quedan. Bajo fuego enemigo, el pelotón se encuentra con un grupo de soldados de la 40.ª división de infantería de la Guardia Nacional y a la oficial de inteligencia Elena Santos (Michelle Rodriguez) de la Fuerza Aérea, supervivientes a ataques alienígenas.
En la comisaría, el pelotón se encuentra a cinco civiles: una veterinaria de nombre Michele (Bridget Moynahan); tres niños llamados Héctor Rincón, Kirsten (Joey King) y Amy; y el padre de Héctor, Joe (Michael Peña). Un helicóptero llega y embarca a los marines heridos Simmons, Guerrero, Lenihan y Grayston, pero no tiene capacidad para llevarse a los civiles. Mientras el helicóptero está aún despegando, una aeronave extraterrestre impacta contra él y lo destruye, matando a todos los que estaban a bordo. Nantz vuelve a ayudar a reponerse a Martínez, incitándolo a asumir su liderazgo pese a las dificultades y a los posibles errores, y un soldado notifica que la aviación enemiga hace imposible la llegada de helicópteros. La televisión llama a la población del litoral a refugiarse en las bases militares. Un soldado consuela a la niña Amy, llorosa. Joe Rincón da las gracias a Nantz por acudir a salvarlos, e incita a su hijo a ponerse a disposición del sargento y hacerle un saludo militar. Desde la azotea, dos soldados observan el hostigamiento a las naves enemigas por cazas F-18 estadounidenses y a los alienígenas sobre otro edificio, comparando la situación de los combatientes de uno y otro bando. Michele confía a Nantz que Kirsten y Amy dependen ahora sólo de ella, sin hijos, y le pregunta si él ha tenido (que no). En los informativos se conjetura que el objetivo del ataque extraterrestre es apoderarse de los recursos hídricos de la Tierra. Los oteadores divisan un autobús cuando queda una hora para el bombardeo, y Martínez decide usarlo para huir de la ciudad. Harris encuentra un extraterrestre herido y, Nantz y Santos estudian en él, con la ayuda de Michele, la insólita anatomía de los alienígenas hasta encontrarle un órgano vital. Stavrou, el soldado de Nueva Jersey, logra arrancar el autobús al tiempo que los alienígenas llegan a la comisaría, y parten con cuarenta minutos por delante para recorrer las 25 millas que los separan de la base.
Sobrevuelan el autobús aeronaves invasoras. Nantz comprende que siguen las radiocomunicaciones humanas, y con un walkie-talkie como cebo y una granada de mano logra hacer estallar una de ellas y examinar los restos, advirtiendo que no estaba tripulada. El pelotón jalea el acto heroico de Nantz y Martínez le dice que no puede permitirse perderlo. Elena sonríe. Michele se interesa por sus heridas. Santos le revela que su misión era localizar el centro de mando extraterrestre con el objetivo de destruirlo con un ataque de misiles, creyendo que así se desactivarían los drones alienígenas. El autobús es atacado en un punto de la autovía Interestatal 10 en que la rampa de salida ha sido destruida, por lo que los infantes de marina sacan a los civiles de la vía descolgándolos con sogas. Stavrou y Mottola mueren en el tiroteo, en el que los extraterrestres usan una especie de potente cañón con patas. Rincón toma el rifle de Mottola y logra matar un extraterrestre, pero es alcanzado y queda gravemente herido, mientras que Martínez, herido, ordena a Nantz hacerse cargo de la misión y se inmola con C-4 en el autobús tras haber atraído hacia sí a los extraterrestres con su cañón, pese a las protestas de Nantz, que dice «otra vez no». Los supervivientes –Nantz, Santos, Harris (Ne-Yo), el paramédico Jibril Adukwu (Adetokumboh M'Cormack), el cabo de primera Peter Kerns (Jim Parrack), el cabo Imlay Lee (Will Rothhaar), el cabo Jason Lockett (Cory Hardrict) y los cinco civiles– escapan de la zona de bombardeo, entre recriminaciones hacia Nantz por haber dejado morir a Martínez.
Los supervivientes se refugian en un supermercado, donde tratan de curar a Rincón, agonizante pero entero y consolador ante las lágrimas de su hijo. Cuando Michele se lo lleva, Rincón se derrumba ante Nantz, que le hace apreciar su propia capacidad de decisión. Rincón reclama a Nantz entre sollozos la promesa de salvar a Héctor, con su silencio por respuesta. Santos mira la televisión, que informa de que 20 ciudades en 17 países están siendo atacadas, y el profesor Brian Stavert, de la Universidad de Stanford, afirma que el nivel de los océanos está descendiendo por usar los extraterrestres el agua de la Tierra como combustible. Por Internet, Santos averigua también que existen 20 centros de control de los drones alienígenas. El pelotón hace la cuenta atrás a la hora prevista del bombardeo pero este no se produce.
Llegados al aeropuerto, los marines encuentran que los extraterrestres habían destruido la base. Lockett señala que de miles de marines, sólo quedan ellos siete. Santos echa en cara a Nantz nunca sonreír, y él la manda con Harrison. Cuando Nantz e Imlay están localizando en los mapas un punto subsistente de evacuación, Adukwu les anuncia la muerte de Rincón. Su hijo, llorando, le pide que despierte y no lo deje. Michele lo consuela, y él sale corriendo y se abraza a Nantz, que le dice que «está bien llorar» y le pide que sea «su soldado», «más valiente que los demás», «porque un soldado no se rinde». Héctor repite esta frase, todos lloran y Nantz le promete sacarlo de allí con un abrazo. Lockett le pregunta si también los sacará a ellos, o si ellos son desechables. Nantz responde haciendo el elogio de sus subordinados muertos y desprecia haber quedado él con vida recordándolos a cada instante. Enumera los nombres y datos de varios soldados, incluyendo el de su hermano muerto, y dice que era su amigo y lo extraña todos los días, pero que eso no importa porque hay que seguir luchando y honrar la memoria de los soldados muertos. Desde una torre de observación, ven cómo las aeronaves extraterrestres bombardean los edificios, y se proponen escoltar a los civiles hasta el punto de evacuación, en caso de que este existiere aún, en lo que logran hacerse con un blindado LAV 25 y un humvee, atropellando a varios extraterrestres por el camino.
En el punto, un oficial informa del abandono de Los Ángeles ante la superioridad enemiga. Todos suben al helicóptero de evacuación y contemplan entre lágrimas la destrucción de la ciudad. El helicóptero sufre una pérdida de corriente, que Nantz relaciona con un área apagada en tierra, conjeturando que puede ser la ubicación del centro de comando alienígena desde donde se dirige a los aviones no tripulados. Nantz entrega a Michele una carta para la esposa de Martínez y se descuelga del helicóptero para hacer un reconocimiento. Su pelotón lo sigue por la cuerda.
El comando se introduce a escondidas en los subterráneos y, tras matar a dos extraterrestres, encuentran la base enemiga. Descubiertos, regresan a la superficie para transmitir por radio las coordenadas y pedir un bombardeo con misiles al punto que Nantz señalará con un láser mientras los demás defienden la posición. Kerns se presenta voluntario y muere tras cumplir la misión. El centro de mando es dañado por el primer misil pero despega del suelo para escapar. Los infantes de marina tienen éxito en la orientación de otro misil al centro de mando, que se derrumba. Las fuerzas alienígenas retroceden cuando sus aviones teledirigidos, sin control, caen al suelo y mientras, llegan los refuerzos para evacuar a los marines supervivientes.
En una base en el desierto de Mojave, el equipo de Nantz es recibido como héroes por su valentía. Otras ciudades atacadas imitan su estrategia. A pesar de las órdenes de descansar, el equipo de Nantz se aprovisiona y se une al resto de los infantes de marina para recuperar Los Ángeles.

## Reparto
- Aaron Eckhart, como el Sargento Michael Nantz.[3]
- Ramón Rodríguez como el Teniente William Martínez.
- Will Rothhaar como el Cabo Primero Lee Imlay.
- Cory Hardrict, como el Cabo Jason Lockett.
- Gino Anthony Pesi, como el Cabo Nick Stavrou.
- Ne-Yo, como el Cabo Kevin Harris.
- James Hiroyuki Liao, como el Cabo Primero Steven Mottola.
- Bridget Moynahan como veterinaria Michele
- Noel Fisher, como Soldado Shawn Lenihan.
- Adetokumboh M'Cormack, como Ayudante médico Jibril Adukwu.
- Bryce Cass, como Hector Rincón.
- Michael Peña, como Joe Rincón.
- Michelle Rodriguez, como la sargento técnico de la USAF, Elena Santos.
- Joey King, como Kirsten.
- Neil Brown, Jr, como el cabo Richard Guerrero.
- Taylor Handley, como el Cabo Corey Simmons.
- Lucas Till, como el cabo Grayston.
- Jim Parrack como el Cabo primero Peter Kerns

## Producción
La filmación fue realizada entre septiembre de 2009 y octubre de 2010 en Shreveport y Baton Rouge, Luisiana.
El rodaje comienza en la segunda semana de septiembre en Shreveport con escenas mostrando una interestatal destruida llena de coches, un camión cisterna volcado y un helicóptero destruido. Se usaron efectos especiales, poco habituales en el área de Shreveport, incluyendo pirotecnia. El clímax de todos ellos fue una bola de fuego de una explosión, que alarmó a los viandantes desconocedores de la filmación. El personal de la película hizo uso de grandes "pantallas verdes" en la base de la interestatal destruida para la posterior inserción de imágenes CGI de Los Ángeles.
Marines del VMMT-204 estaban presentes para la filmación en Baton Rouge del 19 al 22 de octubre de 2009. Durante este periodo fueron rodadas varias escenas del MV-22B volando y girando en tierra. Había también escenas de los Marines entrando y saliendo del aparato.
También participaron Marines y CH-46s del HMM-774 (escuadrón de helicóptero de carga media) estacionados en Norfolk, Virginia.
Sony Pictures Entertainment ha considerado la posibilidad de acciones legales contra los cineastas Greg y Colin Strause, contratados para hacer los efectos visuales en Battle: Los Ángeles a través de su compañía Hydraulx. Sony Pictures sospechaba que los hermanos Strause habían creado su propia película basada en una invasión alienígena a Los Ángeles, Skyline, que competiría con el lanzamiento de su película Battle: Los Ángeles. Los hermanos la habrían creado usando los recursos que habían obtenido mientras trabajaban en Battle: Los Ángeles sin el consentimiento de Sony Pictures. Un portavoz de los hermanos respondió diciendo que dichas reivindicaciones eran infundadas, así como un descarado intento de Sony de forzar que los cineastas independientes movieran una fecha de lanzamiento fijada previamente por Universal y Relativity y sobre la que ellos no tienen control.